# Вульф Лацький

Вульф Лацький (Лацький-Бертольді Яків Зєєв Вольф) (1881, Київ, — 7 лютого 1940, Тель-Авів) — міністр єврейських справ в уряді Директорії УНР, діяч єврейського робітничого руху, журналіст. Виступав за створення автономного єврейського поселення на значній території, де євреї будуть складати національну більшість і все життя займатися пошуком територій для поселення євреїв.

## Життєпис
У 1901 році виключений з Ризького політехнічного інституту за участь у революційному русі. Поїхав до Німеччини, оселився в Берліні, став одним із послідовників соціалістичного синоніма і взяв участь у створенні сіоністської соціалістичної організації Херут. У 1902 році повернувся до Києва де був одним із засновників у квітні 1906 року Соціалістичної єврейської робітничої партії.
1908 році в Нью-Йорку вів переговори з питань масової єврейської еміграції в США.
У 1918 році був міністром єврейських справ в уряді Директорії УНР. У 1920 році після приходу радянської влади в Україну знов поїхав до Німеччини. У 1923-25 роках об'їздив єврейські поселення Південної Америки. 
Автор книги «Імміграція єврейської громади Південної Америки», 1926).
Наприкінці 1925 року приїхав в Ерец-Ісраель.